# Taboleiro Grande
Taboleiro Grande este un oraș în Rio Grande do Norte (RN), Brazilia.